# Szeleczky Zita
Szeleczky Zita, teljes nevén:báró szeleci és boconádi Szeleczky Zita Klára Terézia (Budapest, 1915. április 20. – Érd, 1999. július 12.) magyar színésznő.

## Életpályája
Szeleczky Manó (Emmánuel) és Négyessy Amália lányaként született. 1933-ban érettségizett a budapesti Veres Pálné Gimnáziumban. 1936-tól 1944-ig 26 magyar és egy olasz–magyar film női főszerepét alakította. 1937-ben diplomázott a Színművészeti Akadémián. A Nemzeti Színház ösztöndíjas, majd rendes tagja lett (1936–1941). 1939-ben Farkas–Ratkó-díjat kapott. 1940. június 8-án házasságot kötött a nála három évvel idősebb Haltenberger Gyula gépészmérnökkel. 1942–43-ban a Fővárosi Operettszínházhoz szerződött. 1944 elején a Madách Színházban vendégszerepelt. Az év őszén ismét a Nemzeti szerződtette. A budapesti A Reggel című napilap 1945. április 16-án azt közölte, hogy Sopronban öngyilkos lett. A budai rendőrség politikai osztálya által elfogott Haltenberger Gyula is megerősítette ezt a később álhírnek bizonyult információt.
1945-ben elhagyta az országot, a népbíróság távollétében elítélte háborús magatartása miatt, egyebek közt azért, mert 1944 novemberében egy ún. „Hungarista Est” keretében elszavalta a Föl a szent háborúra! című, az orosz támadás elleni védekezésre buzdító Petőfi-verset, amit a Magyar Rádió is közvetített. Előbb Ausztriában és Olaszországban élt, majd 1948-ban Argentínába költözött, ahol kezdetben a Magyar Színjátszó Társaság előadásain szerepelt. 1951-ben megalapította az Argentínai Magyar Nemzeti Színházat, s fellépett emigráns német színházak előadásain is. 1949–1974 között a világ magyar településeit látogatta önálló műsoraival.
1962-ben az Amerikai Egyesült Államokba költözött, ahol Wass Alberttel szinte azonnal felvette a kapcsolatot. Levelezésükből kiderül, hogy a későbbiekben az egyetemes magyar ügy szolgálatában végzett munkájukban szorosan együttműködtek. Több hanglemezt is kiadott. 

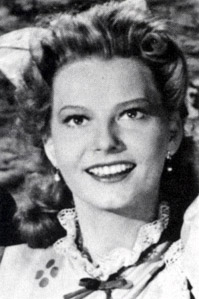
Az 1940-es évek elején

Vonzó külsejével, színpadi megjelenésével, intelligens és természetes játékával fiatal leányokat, lírai hősnőket és naivákat alakított rövid magyarországi pályáján. Emigrációs előadóművészi tevékenységét kulturális misszióvá szélesítette. Második férje amerikai állampolgár volt.
1993-ban a Legfelsőbb Bíróság felmentette az 1947-es koholt vádak alól, és teljes rehabilitációban részesítette. Még abban az évben Wass Alberttel együtt megkapták a Magyar Köztársasági Érdemrend középkeresztje kitüntetést. 1998 őszén hazatelepült, Érden élt. 84 esztendősen, 1999. július 12-én halt meg, gyermektelenül. Végakaratának megfelelően Nekézsenyben, a család kriptájában helyezték örök nyugalomra.
2007-ben posztumusz Magyar Örökség díjban részesült.

## Színpadi szerepei

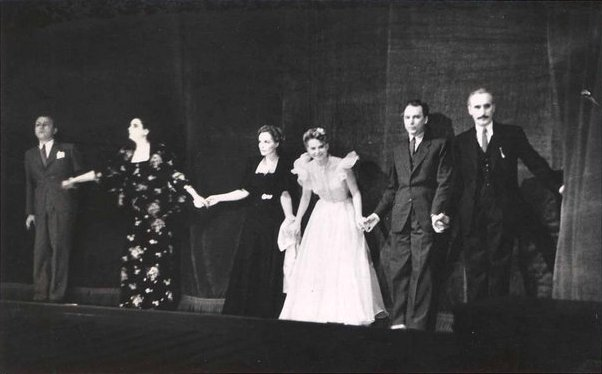
Németh László: Villámfénynél (Apáthi Imre, Szabó Margit, Rápolthy Anna, Szeleczky Zita, Timár József, Táray Ferenc

- Babay József: Furulyaszó – Veronka
- A. J. Cronin: Nevet az Isten – orvosnő
- Dario Niccodemi: Hajnalban, délben, este – Anna
- Gárdonyi Géza: Annuska – Annuska
- Henrik Ibsen: Peer Gynt – Solvejg
- Henrik Ibsen: Rosmersholm – Rebeka
- Huszka Jenő–Szilágyi László: Mária főhadnagy – Lebstück Mária
- Katona József: Bánk bán – Melinda
- Luigi Pirandello: Hat szerep keres egy szerzőt – mostohalány
- Mikszáth Kálmán–Harsányi Zsolt: A Noszty fiú esete Tóth Marival – Tóth Mari
- Molière: Tartuffe – Dorina
- Németh László: Villámfénynél – Sata
- Rössner: I. Anna és III. Károly – Anna
- Shakespeare: Rómeó és Júlia – Júlia
- Shakespeare: Szentivánéji álom – Titánia
- Tamási Áron: Énekesmadár – Kismadár
- Tamási Áron: Vitéz Lélek – Boróka
- Vörösmarty Mihály: Csongor és Tünde – Ledér

## Filmjei
- Méltóságos kisasszony (1936)
- Pusztai szél (1937)
- Pillanatnyi pénzzavar (1937–1938)
- Fekete gyémántok (1938)
- Nehéz apának lenni (1938)
- Azúrexpressz (1938)
- Beszállásolás (1938)
- Szegény gazdagok (1938)
- A varieté csillagai (1938)
- Az utolsó Wereczkey (1939)
- Karosszék (1939)
- Áll a bál (1939)
- Bercsényi huszárok (1939)
- Gül Baba (1940)
- Sok hűhó Emmiért (1940)
- Rózsafabot (1940)
- Eladó birtok (1940)
- Édes ellenfél (1941)
- Leányvásár (1941)
- Egy éjszaka Erdélyben (1941)
- Tentazione (olasz film, magyar címe: Kísértés) (1942)
- Gyávaság (1942)
- Sziámi macska (1943)
- Magyar Kívánsághangverseny (1943)
- Zenélő malom (1943)
- Nászinduló (1943)
- Második Magyar Kívánsághangverseny (1944)
- Az első (1944])
- Vivir un instante (argentin film, magyar címe: Egy pillanatig élni, Diana Toldy néven) (1950)
- A Jávor (archív filmfelvétel) (1987)

## Lemezei
- Édesanyám, lelkem…
- Magyar Rozika Amerikában
- Mennyből az angyal

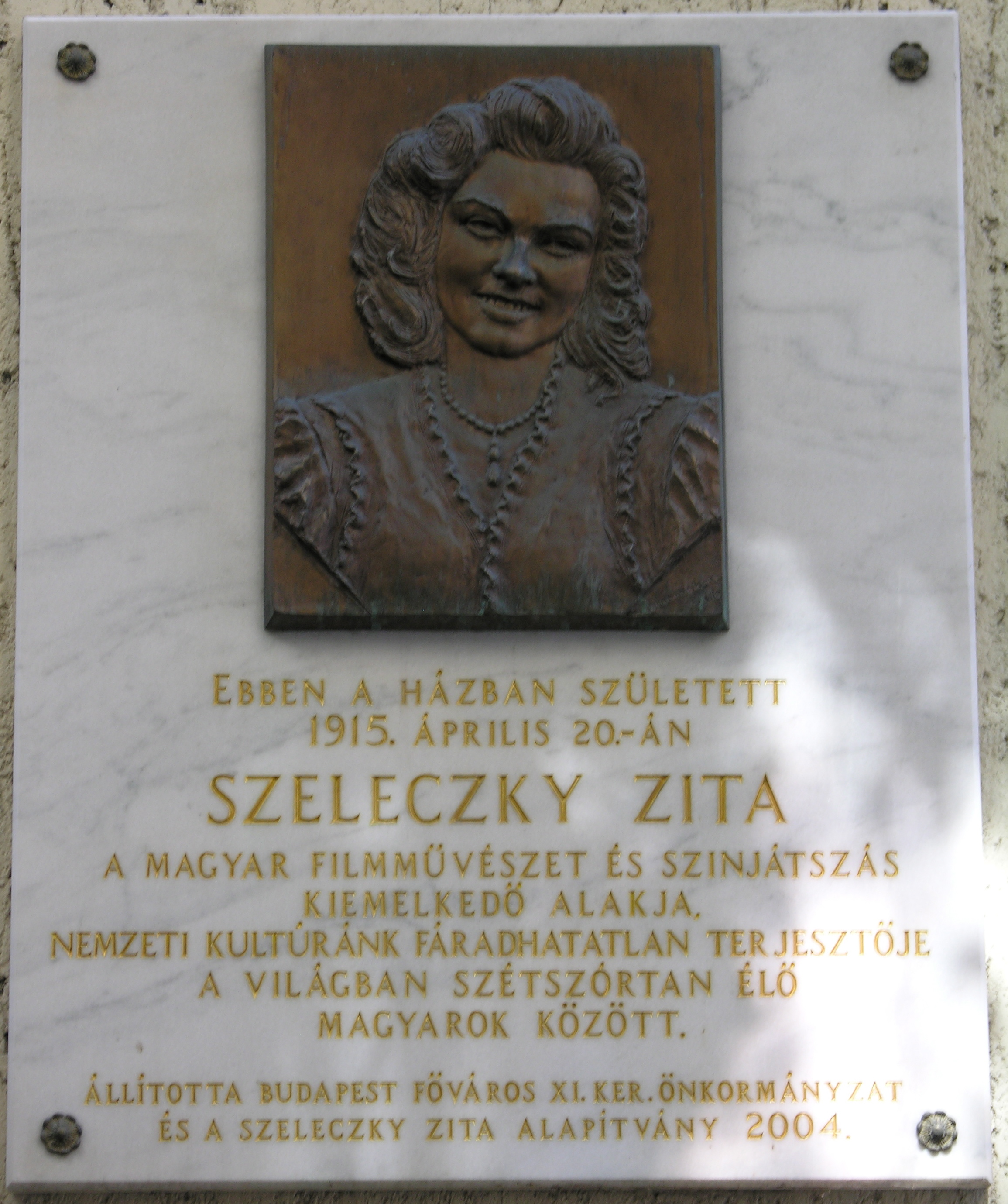
Szeleczky Zita emléktáblája szülőházán, a Budafoki út 10/c szám alatt

- Zita Sings Beloved Melodies Around The World
- Kis testvéreim, magyar gyermekek!

## Emlékezete
- 2015-ben születésének 100. évfordulójára a Magyar Posta Zrt. emlékbélyeget bocsátott ki.[9]
- 2018-ban a Nemzeti Színház Szeleczky Zita-emlékgyűrű néven díjat alapított emlékére
- Emléktáblája szülőházán, a Budafoki út 10/c szám alatt

## Díjai
- 1939 – Farkas–Ratkó-díj
- 1972 – Winnipeg díszpolgára[10]
- 1993 – A Magyar Köztársasági Érdemrend középkeresztje
- 2007 – Magyar Örökség díj (posztumusz)

## Róla
- Pusztaszeri László: Szép magyar élet. Szeleczky Zita pályaképe; Kairosz, Budapest, 2012, ISBN 978-963-662-51-39
- Jávor Zoltán: Hit és magyarság. Szeleczky Zita élete és művészete; Délvidék Ház, Szeged, 2012 + CD, ISBN 978-963-08-4996-8
- Így szerették. Levél-vallomások Szeleczky Zitához, 1940–1999. Emlékkönyv; bev. Balog Zoltán, utószó Madár János; Rím, Budapest, 2018
- Bánfalvi Lászlóné: Szeleczky Zita nekézsenyi emlékezete; Önkormányzat, Nekézseny 2019 (Nekézsenyi füzetek)
- Szeleczky Zita élete és művészete; szerk. Jávor Zoltán és Péter Zsolt; PIM, OSZMI, Budapest, 2020, ISBN 978-615-5517-62-4
- Szeleczky Zita életútja és válogatott magánlevelezése; szerk. Lips Adrián, Mátravölgyi Dorottya, Sepsi Enikő, Sztruhár Bettina; L'Harmattan Kiadó, Budapest, 2021